# Hughes XF-11
El Hughes XF-11 fue un prototipo de avión de reconocimiento militar, diseñado por Howard Hughes para las Fuerzas Aéreas del Ejército de los Estados Unidos. A pesar de ser prometedor, el XF-11 sufrió un accidente que casi mató a Hughes. El programa nunca se recuperó de este contratiempo.

## Diseño y desarrollo
El avión fue diseñado para cumplir los mismos requisitos que el Republic XF-12 Rainbow. Caracterizado para ser una aeronave rápida, de largo alcance y de reconocimiento fotográfico. Era una versión mejorada de Hughes D-2; el diseño final era similar en aspecto general al Lockheed P-38 Lightning. Era un monoplano totalmente metálico de tren de aterrizaje triciclo, bimotor y de doble botalón, con una góndola central presurizada y una envergadura y un alargamiento alar mucho mayores que los del ala del P-38.
El XF-11 utilizaba dos motores radiales Pratt & Whitney R-4360-31 de 28 cilindros en cuatro filas, propulsando hélices contrarrotativas de 4 palas cada una, en la parte frontal de cada motor. El diseño de las hélices era inusual ya que, en cada motor, la delantera giraba en contraposición a la trasera, lo que incrementaba el rendimiento y la estabilidad, pero aumentaban la complejidad mecánica.
El Ejército ordenó originalmente 100 aparatos para realizar tareas de reconocimiento fotográfico. La orden fue cancelada tras el fin de la Segunda Guerra Mundial, dejando a Hughes con dos prototipos.

## Historia operacional
El primer prototipo, número de serie 44-70155, pilotado por Hughes, se estrelló el 7 de julio de 1946, en su primer vuelo. Una fuga de aceite causó que los controles de las hélices derechas perdieran su eficacia y, posteriormente, la hélice trasera derecha invirtiera su paso, alterando el empuje del motor, lo que hizo que la aeronave girara bruscamente a la derecha. La inversión del paso de la hélice obligó a Hughes a intentar un aterrizaje de emergencia en un recorrido de golf del Los Angeles Country Club, pero a 300 metros del recorrido, la aeronave perdió altura, golpeando tres casas. La tercera casa fue completamente destruida por el fuego resultante de la colisión. En el accidente, Hughes casi muere.
El segundo prototipo fue equipado con hélices convencionales y voló el 5 de abril de 1947, después de que Hughes se hubiera recuperado de sus lesiones. Esta prueba de vuelo no tuvo incidencias y la aeronave resultó ser estable y controlable a alta velocidad. Sin embargo, carecía de estabilidad a baja velocidad, puesto que los alerones eran ineficaces a baja altura. Cuando la fuerza aérea lo evaluó contra el XF-12, las pruebas revelaron que el XF-11 era más difícil de volar y mantener, e incluso previó que sería el doble de caro de construir. Las USAAF emitieron una pequeña orden de producción de 98 XF-12, pero finalmente se optó por el B-50 Superfortress y el Northrop F-15 Reporter, que tenían una autonomía de reconocimiento parecido y unos costes de producción más económicos.

## Operadores
Estados Unidos
- Fuerzas Aéreas del Ejército de los Estados Unidos

## Especificaciones

### Características generales
- Tripulación: 2 (piloto y un navegador/fotógrafo)
- Longitud: 19,9 m (65,4 ft)
- Envergadura: 30,9 m (101,3 ft)
- Altura: 7,1 m (23,2 ft)
- Superficie alar: 91,3 m² (982,8 ft²)
- Peso vacío: 16 800 kg (37 027,2 lb)
- Peso máximo al despegue: 26 400 kg (58 185,6 lb)
- Planta motriz: 2× motor radial de 28 cilindros en cuatro filas refrigerado por aire Pratt & Whitney R-4360-31.
  - Potencia: 2200 kW (3033 HP; 2992 CV) cada uno.

### Rendimiento
- Velocidad máxima operativa (Vno): 720 km/h (447 MPH; 389 kt)
- Alcance: 8000 km (4320 nmi; 4971 mi)
- Techo de vuelo: 13 415 m (44 012 ft)

## Aeronaves relacionadas

### Desarrollos relacionados
- Hughes XP-73
- Hughes XA-37

### Aeronaves similares
- P-38 Lightning
- XF-12 Rainbow
- F-15 Reporter

### Secuencias de designación
- Secuencia F-_ (Aviones de Reconocimiento del USAAS/USAAC/USAAF/USAF (Prefijo F-), 1930-1948): ← F-8 - F-9 - F-10 - F-11 - F-12 - F-13 - F-14 →
- Secuencia R-_ (Aviones de Reconocimiento de la USAF (Prefijo R-), 1948-1962): R-11 - R-12 - R-16